# Centrophantes roeweri
Centrophantes roeweri is een spinnensoort in de taxonomische indeling van de hangmatspinnen (Linyphiidae).
Het dier behoort tot het geslacht Centrophantes. De wetenschappelijke naam van de soort werd voor het eerst geldig gepubliceerd in 1961 door Wiehle.